# テクノーブル
株式会社テクノーブル（英語：Technoble Co., Ltd.）は、大阪市西区北堀江に本社を置く、主に化粧品原料の研究開発、製造販売を事業とする日本の企業である。

## 概要
創業者の澤木茂が、1961年（昭和36年）に大阪東区久宝寺にて、医薬、化粧品および化学工業薬品の原料販売会社、共栄化学商会を設立。ヒアルロン酸、プラセンタなど、現在では主要な化粧品原料を化粧品業界に初めて導入するなど実績を上げ、業績を伸ばした。
1992年（平成4年）に、会社名を株式会社テクノーブルに変更。2018年（平成30年）には研究開発・製造・品質保証が一体となった総合施設、サイエンスパーク京都（京都府相楽郡精華町）をけいはんな学研都市（関西文化学術研究都市）に新設した。現在では、主に化粧品および医薬部外品向けの機能性原料を中心に、自社で研究開発および製造販売を行い、国内外の化粧品企業に供給している。

## 沿革
- 1961年（昭和36年） - 大阪市東区久宝寺にて医薬・化粧品、化学工業薬品原料の販売を開始、共栄化学商会として発足。
- 1966年（昭和41年） - 輸出業務拡大のため韓国、台湾、タイに販売代理店設置。
- 1968年（昭和43年） - 東日本地区の業務拡張のため東京営業所設立。
- 1970年（昭和45年） - フランスを中心にEEC地区にて、製品販売のため渡欧。
- 1978年（昭和53年） - 業務拡張のため大阪市西区北堀江に本社移転。
- 1982年（昭和57年） - エステティック世界会議（オーストリア・ウィーンに於）抗シワ剤とその効果について研究発表。
- 1988年（昭和63年） - 東京営業所、京橋二丁目に移転。
- 1990年（平成2年） - 研究開発部門の充実を図るため、テクノーブル第一研究所を完成。
- 1994年（平成6年） - さらなる事業拡大に向けて新本社社屋10月完成。
- 1998年（平成10年） - GMP規格適合のテクノーブル大和高原奈良工場完成。
- 1999年（平成11年） - アメリカ市場拡大の為販売代理店設置
- 2000年（平成12年） - ヨーロッパ市場拡大の為イギリスに販売代理店設置
- 2003年（平成15年） - 最新技術を導入したテクノーブル ライフサイエンス総合研究所完成。
- 2004年（平成16年） - 本社・ライフサイエンス総合研究所・大和高原奈良工場・東京営業所 ISO9001、2000認証取得。
- 2006年（平成18年） - 東日本地域の業務活性に伴い、東京営業所を拡大のため移転。
- 2007年（平成19年） - 生産量拡大の為テクノーブル大和高原奈良工場増築ならびに設備増設完了。
- 2009年（平成21年） - ISO9001、2008に登録改定による認証取得。
- 2011年（平成23年） - グローバル化に伴い、国際戦略部強化。フランス、タイに販売代理店設立。
- 2012年（平成24年） - 中国市場強化。PCHi2012（上海）出展。
- 2016年（平成28年） - ISO9001、2015に登録改定による認証取得。
- 2018年（平成30年） - 研究・製造・品質保証の総合機能を有する新たなイノベーション拠点サイエンスパーク京都稼働（12月）

## 事業所
- 東京営業所（東京都中央区京橋）
- ライフサイエンス総合研究所（大阪市西区南堀江）
- サイエンスパーク京都（京都府相楽郡精華町光台）
- テクノーブル大和高原奈良工場（奈良市小倉町）